# Bergbau im Saarland
Der Bergbau an der Saar ist seit der keltischen Zeit durch Ausgrabungen und seit 1429 auch schriftlich belegt. Planmäßiger Steinkohlenbergbau wurde allerdings erst ab Mitte des 18. Jahrhunderts betrieben. Eine tragende Rolle entwickelte der saarländische Bergbau in der Zeit der Industrialisierung ab 1850. Die Gründung des Deutschen Reichs 1871 brachte mit der Hochindustrialisierung in Deutschland einen neuerlichen Aufschwung. Ab dieser Zeit stieg die Bevölkerung im Saargebiet stark an. Die Förderung des Energierohstoffs Kohle begünstigte außerdem die Ansiedlung der Stahlindustrie vor Ort. In der ersten Hälfte des 20. Jahrhunderts arbeiteten zu Spitzenzeiten über 60.000 Menschen in den saarländischen Bergwerken. Im Nachkriegsdeutschland setzte eine allmähliche Rückentwicklung der Montanindustrie ein. 2008 gab es nur noch ein aktives Steinkohlenbergwerk, das Bergwerk Saar, in dem etwa 3600 Menschen arbeiteten. Weitere 7000 Beschäftigte arbeiteten in der Zulieferindustrie für den saarländischen Bergbau. Nach über 200 Jahren endete mit der Schließung des Bergwerks Saar Ende Juni 2012 der Steinkohlenbergbau im Saarland.

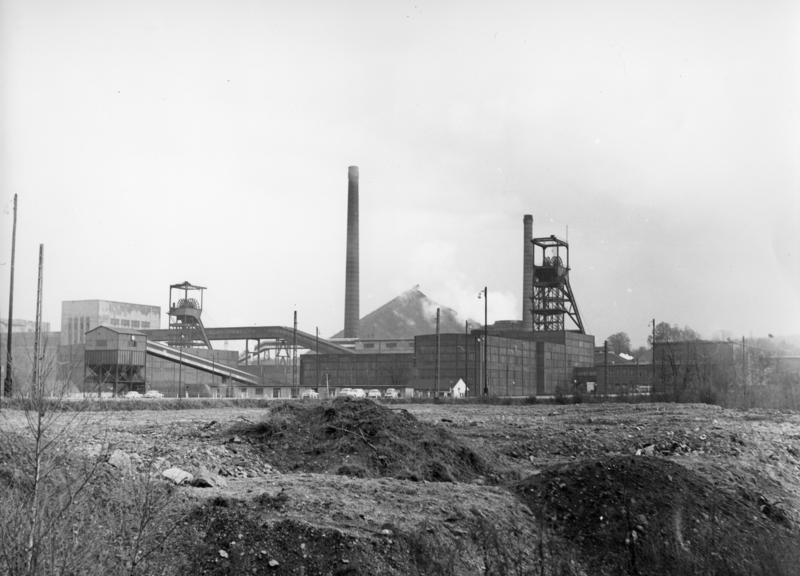
Grube Reden 1959

## Steinkohlenbergbau

### Vorgeschichte
Die Förderung von Kohle in der Saar-Region ist seit der Zeit der keltischen Besiedelung belegt: 1982 wurde bei einer Ausgrabung eines Hügelgrabes aus dem 7. Jahrhundert v. Chr. in Rubenheim eine geschnitzte Kohleperle als Grabbeigabe gefunden, die durch eine palynologische Untersuchung einem Kännelflöz bei Heinitz zugeordnet werden konnte. Auch in römischer Zeit wurde an der Saar offenbar oberflächennaher Kohleabbau betrieben: Im Grab einer Frau (von Archäologen „Ursula von Roden“ genannt) aus dem 3. Jahrhundert nach Christus wurden „Gagat-Ringe“ (aus geschliffener Kännelkohle hergestellte Schmuckringe) gefunden. Schriftlich ist der Abbau seit dem späten Mittelalter belegt: 1371 gewährte Kaiser Karl IV. dem Grafen Johann von Nassau-Saarbrücken das Bergbaurecht. 1429 bestätigten die Schöffen von Ottweiler Gewinnungsarbeiten in der Nähe von Ottweiler. Dieser Abbau erfolgte aber jahrhundertelang nur oberflächennah und in kleinem Umfang. Unter Fürst Wilhelm Heinrich von Nassau-Saarbrücken (1718–1768) änderte sich das.

### Die fürstliche Verwaltung 1750–1793
Wilhelm Heinrich von Nassau-Saarbrücken kaufte 1750/51 sämtliche Gruben. Ab diesem Zeitpunkt war der private Abbau und Verkauf von Kohle verboten. Als Transportwege wurden der Landabsatz und der Wasserweg erschlossen. Die Kohle wurde zur Handelsware und deckte weit mehr als den örtlichen Bedarf. Die ursprünglich reichen Holzvorräte gingen zur Neige; als Brennstoff für Industrie und Haushalt wurde Kohle eine begehrte Ware. 1766 gab es im Saargebiet 12 Gruben in Schwalbach, Stangenmühle, Klarenthal, Gersweiler, Rußhütte, Jägersfreude, Friedrichsthal (Saar), Schiffweiler, Wellesweiler, Dudweiler, Sulzbach und Burbach. 1773 gab es 45 Stollen mit 143 Bergleuten. Die wichtigsten waren Dudweiler und Wellesweiler. Die Gesamtförderung des Jahres 1790 betrug etwas über 50.000 Tonnen Kohle; für diese Menge Kohle benötigt das Bergwerke Ensdorf zuletzt ungefähr 5 Tage. 1769 wurde die erste sog. „Bruderbüchse“ für die Bergleute der Grafschaft gegründet, eine Sozialkasse, aus der später die Saarknappschaft hervorging.

### Französische Administration 1793–1815
Im Ersten Koalitionskrieg, den eine von Österreich, Preußen und anderen deutschen Staaten gebildete Koalition ab 1792 gegen Frankreich führte, wurde das linke Rheinufer – und damit auch das spätere Saarland – von französischen Truppen erobert. 1798 wurde das Gebiet um die Saar als Département de la Sarre in die französische Administration eingegliedert.
In den 20 Jahren der französischen Verwaltung wurden die Gruben zehn Jahre an die französische Gesellschaft Equer & Co., Paris, verpachtet.
Der französische Fiskus trug sich später mit dem Gedanken, die saarländischen Gruben an private Unternehmer zu verkaufen. Dafür gibt es mehrere Hinweise: Einmal das Kaiserliche Dekret vom 13. August 1808, das den Verkauf der Gruben regeln sollte, durch den Ausbruch des russischen Krieges jedoch nicht zur Ausführung kam. Zum anderen wurde die Verwaltung stets als provisorisch bezeichnet; und schließlich war das gesamte Berechtigungsfeld der Saarbrücker Kohlengruben bereits in 60 Grubenfelder (Konzessionen) eingeteilt. Entsprechendes Kartenmaterial, der Saargruben-, auch Duhamel-Atlas genannt, war von den französischen Ingenieuren Louis-Antoine Beaunier (1779–1835), Michel-François Calmelet (1782–1817) und maßgeblich von Jean Baptist Duhamel (1767–1847) angefertigt worden.

### Der preußische Bergfiskus 1815–1919

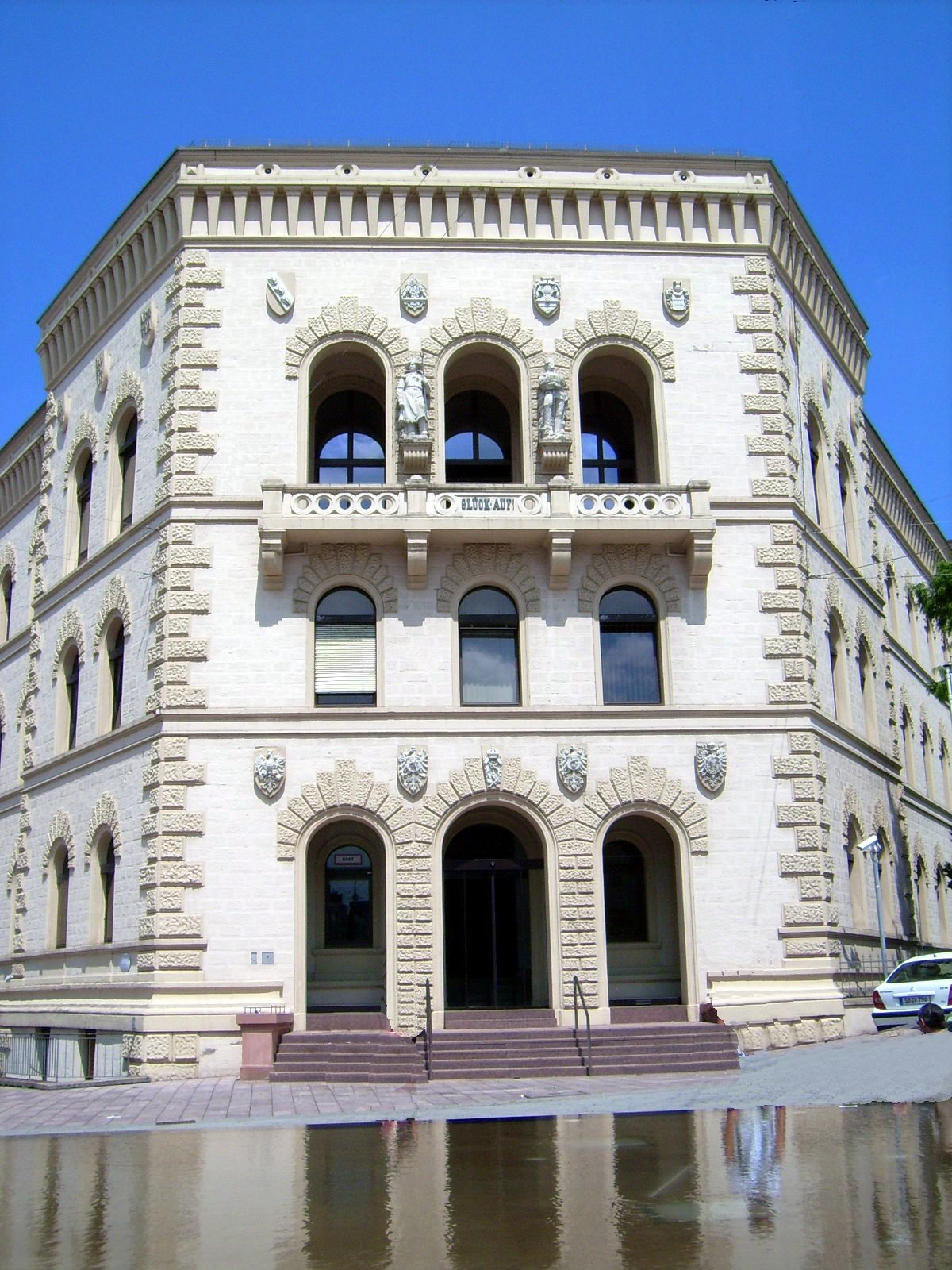
Bergwerksdirektion Saarbrücken (Martin Gropius, 1880)

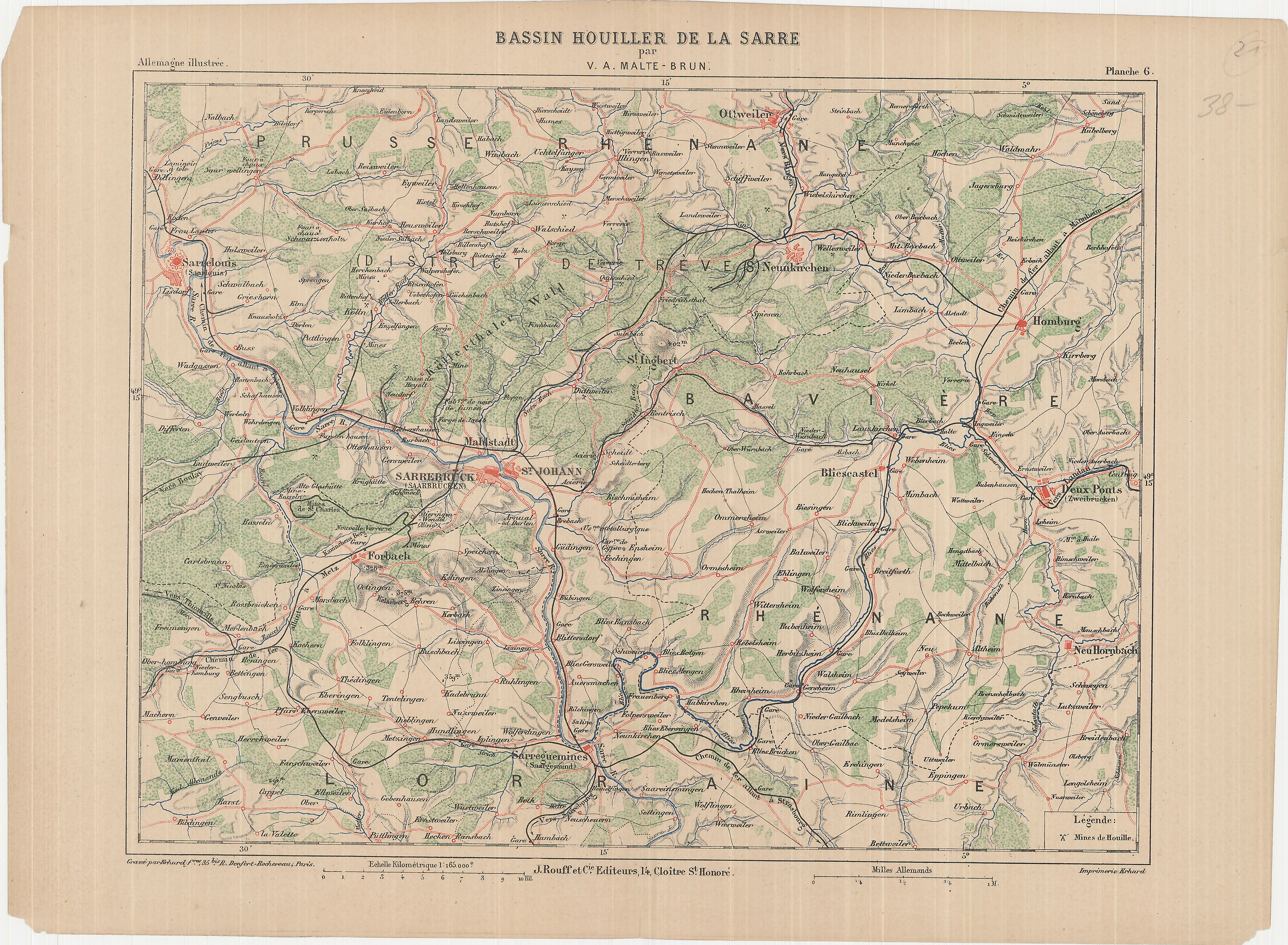
Saar-Kohlebecken 1883

Nach dem Sieg der Alliierten über Napoleon 1814 wurde die zurückeroberten linksrheinischen Gebiete unter den deutschen Staaten aufgeteilt. Der Großteil des Saargebiets wurde infolge der territorialen Neuordnung 1822 der preußischen Rheinprovinz angegliedert.
Ab den 1820er-Jahren wurden Dampfmaschinen in den saarländischen Gruben eingeführt. 1822 wurde der erste senkrechte Schacht in Hostenbach geteuft – bisher wurde die Kohle über Stollen und schräg in die Tiefe vorgetriebene Schächte gefördert. Durch Gründung weiterer Gruben verdreifachte sich die Förderung auf nahezu 700.000 m³. Auch stiegen die Belegschaftszahlen: von 1383 auf 4580. Der Bergbau erfuhr einen mächtigen Aufschwung durch Eröffnung der Saarbrücker Eisenbahn zu Beginn der 1850er Jahre. Nun wurden auch Kokereianlagen errichtet. 1860 betrug die Förderung 2 Mio. Tonnen, und 11.000 Bergleute arbeiteten nun in den saarländischen Gruben. 1861 wurde das bisherige Bergamt geschlossen, weil es mit der Verwaltung der Gruben überfordert war, und die Königlich-preußische Bergwerksdirektion in Saarbrücken gegründet, die 1880 den neuen Verwaltungsbau von Martin Gropius bezog. 1866 wurde der Saarkanal eröffnet, der das saarländische Kohlerevier auch über den Wasserweg erreichbar machte. Nach dem Deutsch-Französischen Krieg 1870/71 gab es eine Hochkonjunktur. Der Bergarbeiterbedarf war groß, weshalb Bergleute aus dem Hunsrück, der Eifel und der Pfalz angeworben wurden. Die Bevölkerungszahlen explodierten in zahlreichen Ortschaften geradezu. Der Boom der Steinkohleförderung ermöglichte auch den weiteren Ausbau der Stahlindustrie, 1873 wurde die Völklinger Hütte gegründet. Von 1880 bis 1895 stagnierte die weitere Entwicklung. Um 1900 wurden bestehende Gruben erweitert, die Zahl der Bergleute erhöhte sich auf 41.210, woraufhin auch die Förderzahlen anstiegen: 9,4 Mio. Tonnen Kohle. Im Jahre 1900 waren 783 Dampfmaschinen im Einsatz. Im letzten Vorkriegsjahr 1913 betrug die Förderung etwa 14 Mio. Tonnen und die Belegschaft 56.903 Bergleute.

### Nach dem Ersten Weltkrieg
Nach dem Ersten Weltkrieg wurde Frankreich das Eigentum an den Saargruben übertragen; Frankreich setzte vermehrt auf Motorkraft beim Abbau. Die Fördermenge stieg zwischen 1920 und 1929 von neun auf über 13 Mio. Tonnen. 1934 taten noch 82 Pferde unter Tage ihren Dienst. Am 1. März 1935 wurde das Saargebiet wieder ins Deutsche Reich eingegliedert. Gemäß des Versailler Vertrags kaufte das Deutsche Reich die Saarminen für einen Betrag von 900 Millionen Franc zurück. Zur Finanzierung wurde eine teilweise Begleichung durch kostenfreie Lieferung von Saarkohle an Frankreich vereinbart. Der Zweite Weltkrieg setzte der Aufwärtsentwicklung 1939 ein Ende. Während des Zweiten Weltkrieges ging die Förderung nach einer Spitze von 15,3 Millionen Tonnen im Jahre 1942 auf 12,4 Millionen Tonnen im Jahre 1945 zurück. Die Belegschaft verringerte sich im selben Zeitraum von fast 54.000 auf etwa 34.000 Bergleute und Angestellte.

### Nach dem Zweiten Weltkrieg – die „Mission Française des Mines de la Sarre“

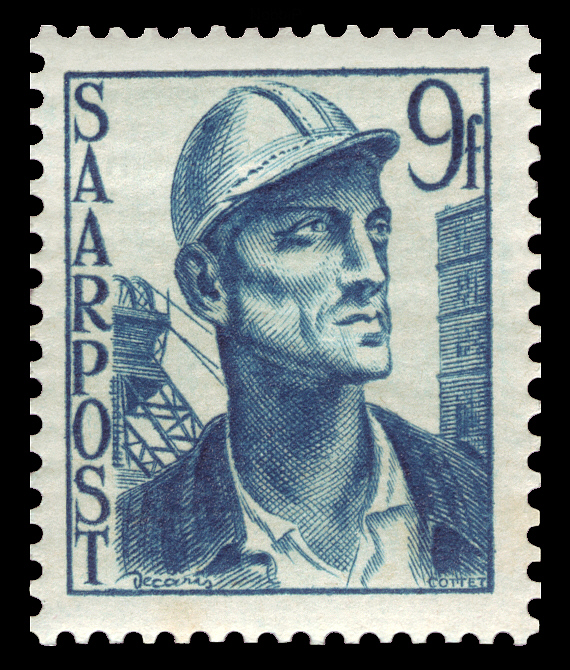
Bergmann auf einer 9-Franc-Briefmarke 1948

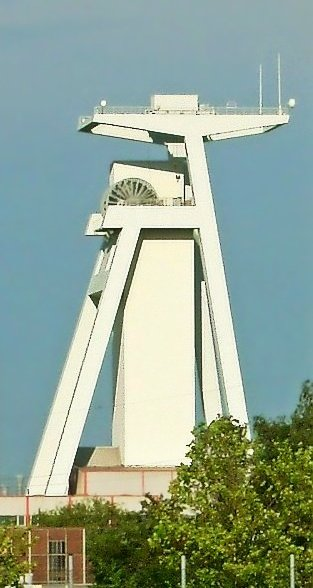
Fördergerüst über Schacht Göttelborn IV, erbaut 1990–1992

Nach dem Krieg ging die Kontrolle über die Gruben in die Hand der „Mission Française des Mines de la Sarre“ über. Im Verlauf der nächsten Jahre ging es zunächst darum, die Kriegsschäden zu ersetzen, um eine möglichst hohe Förderung zu erzielen und sichere Arbeitsplätze zu schaffen. Darauf folgend wurde zum 1. Januar 1954 die Firma Saarbergwerke gegründet. Nach der Rückgliederung des Saarlandes war ab 1957 die Bundesrepublik Deutschland mit 74 % der Aktien Hauptanteilseigner, die restlichen Aktien hielt das Land.

### Die Ära der Grubenschließungen seit den 1960er Jahren
In den 1960er Jahren wurde die Zahl der Gruben von 18 auf sechs reduziert; während der Kohlekrise sank die jährliche Produktion von 17 auf zehn Millionen Tonnen. Der Strukturwandel setzte sich in den folgenden Jahrzehnten fort, 1987 wurde eine weitere, drastische Reduzierung der Fördermengen beschlossen. Anfänglich der 1990er Jahre gab es noch 18.000 Beschäftigte im Bergbau. Die jährliche Förderung lag bei etwa 9 Millionen Tonnen. Im November 1990 wurde die Kohleförderung in der Grube Camphausen eingestellt, Ende 1994 wurde die Grube Luisenthal geschlossen. Nach einer Vereinbarung vom März 1997 sollte innerhalb der nächsten acht Jahre die Zahl der Bergleute von 14.400 auf 8200 sinken. Im selben Jahr verkaufte die saarländische Regierung ihren Anteil an den Saarbergwerken zum symbolischen Preis von einer Mark an die RAG. Die RAG – durch Umbenennung entstanden aus der Ruhrkohle AG – gliederte ihre verlustbringenden Bergbauaktivitäten in die Deutsche Steinkohle AG aus und widmete sich fortan den Geschäftsfeldern Chemie, Energie und Immobilien. Die Grube Göttelborn/Reden wurde zum 1. September 2000 als drittletztes Bergwerk geschlossen. Ende 2006 war mit Ensdorf noch ein Bergwerk in Betrieb; mit rund 4000 Mitarbeitern wurden 3,7 Millionen Tonnen Kohle pro Jahr gefördert.

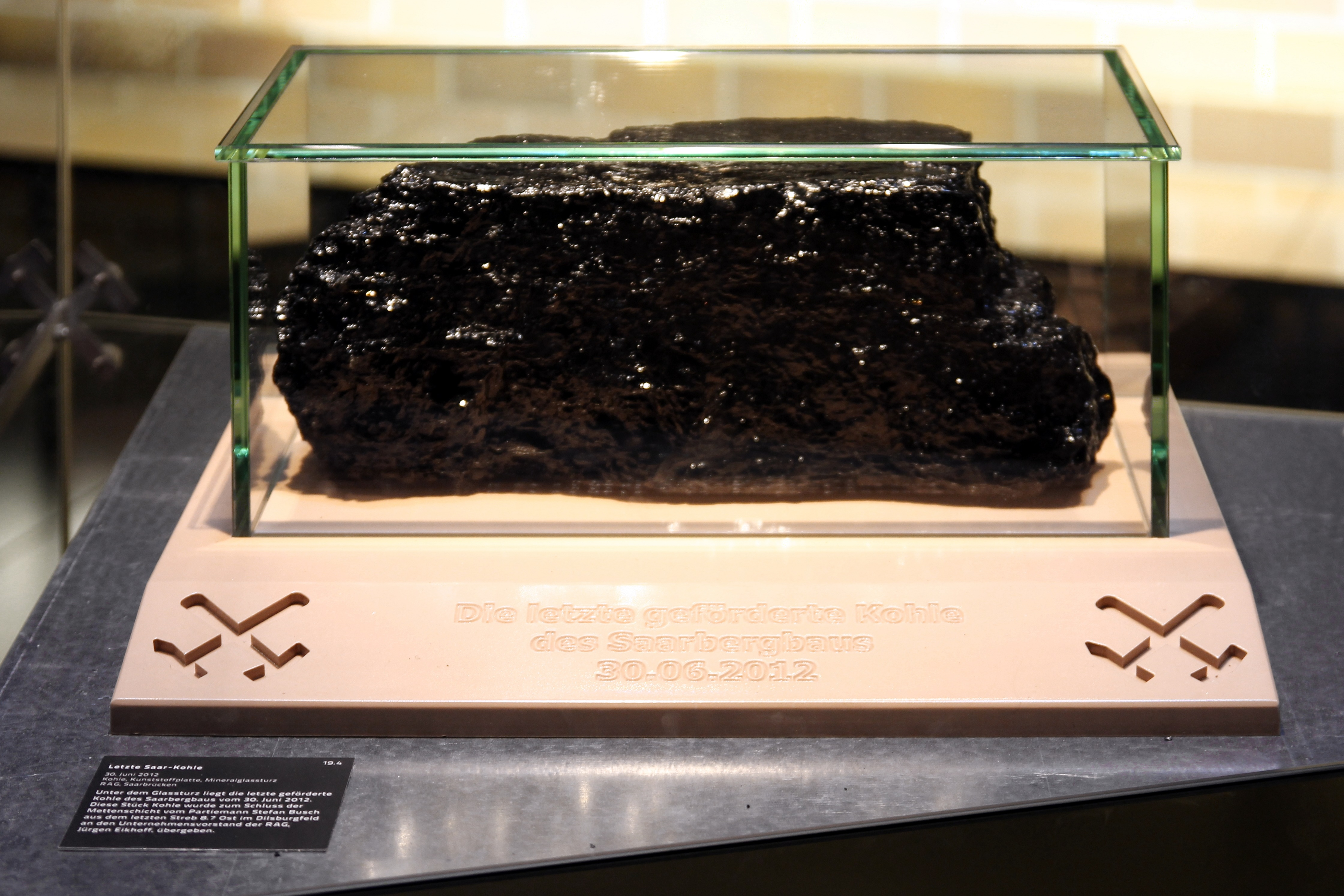
Die letzte im Saarland geförderte Kohle

### Abbaustopp wegen Bergschäden 2008
Da es im Saarland wegen bergbaubedingter Gebirgsschlägen zu Sachbeschädigungen an Häusern kam („Bergschaden“), schlossen sich Bürger in den Abbaugebieten zu Interessengemeinschaften zusammen und forderten einen Ausstieg aus dem Bergbau. Bereits 2001 hatte ein Hausbesitzer, der seine Immobilie durch die vom Bergbau ausgehenden Erschütterungen gefährdet sah, vor dem Verwaltungsgericht einen vorübergehenden Abbaustopp erwirkt. Am 23. Februar 2008 kam es zum stärksten bergbaubedingten Gebirgsschlag im Saarland. Das Beben erreichte eine Stärke von 4,5 auf der Richterskala mit einer maximalen Schwinggeschwindigkeit von 93,5 mm/s, nach anderen Angaben einen Wert von 4,0 auf der Richterskala. Die saarländische Landesregierung verfügte daraufhin noch am selben Tag einen vorläufigen, unbefristeten Abbaustopp.
Ursache für die massiven Erschütterungen war der Steinkohlenbergbau. Die Kohle wurde hier unter einer Sandsteinschicht ausgeräumt. Durch den fortschreitenden Abbau wurde der Hohlraum (Alter Mann) immer größer, 2008 brach er großflächig – möglicherweise über das gesamte Feld – zusammen. In anderen Abbaugebieten sind die Erdschichten so instabil, dass die Hohlräume bereits kurz nach dem Abbau zusammenstürzen. Die Energie verteilt sich dort auf viele kleinere Erschütterungen, die dabei entstehenden Bergsenkungen verteilen sich nach oben hin „trichterförmig“ über eine größere Fläche. In Sandsteinschichten können sich jedoch solche Trichter nicht bilden.
Die RAG bot nach dem Beben vom 23. Februar 2008 an, die Sandsteinschichten nach dem Abbau der Kohle kontrolliert zu sprengen, damit es nicht zu übergroßen Brüchen kommen kann. Dieses Verfahren würde jedoch die Kosten der Kohleförderung erheblich verteuern. Mit zunehmender Dauer des Abbaustopps steigt die Wahrscheinlichkeit, dass der Gebirgsdruck die Fördertechnik beschädigt.

### Endgültige Stilllegung
Der Bundestag beschloss den Ausstieg aus der Steinkohleförderung zum Jahr 2018 (siehe Steinkohlefinanzierungsgesetz). Am 30. Juni 2012 wurde der Steinkohlenbergbau im Saarland endgültig eingestellt.
Das Ende des Saarbergwerks erfolgte „sozialverträglich“ ohne Entlassungen. Ältere saarländische Bergleute konnten Vorruhestandsregelungen in Anspruch nehmen, jüngere wurden an andere Standorte der RAG Deutsche Steinkohle AG (Zechen im Ruhrgebiet bzw. in Ibbenbüren) versetzt. Die „mittlere Generation“ übernahm Rückbau- und Sicherungsarbeiten im Bergwerk Saar. Gleiches galt auch für die übertägig Beschäftigten.
Die Wasserhaltung nach der Stilllegung erfolgt an fünf Standorten, und zwar an Schächten der ehemaligen Gruben Reden, Duhamel (Ensdorf), Camphausen, Viktoria (Püttlingen) und Luisenthal. Etwa 120 Mitarbeiter halten die Pumpen und die für deren Betrieb unter Tage nötige Infrastruktur instand.
Mit einem Pilotprojekt „Grubenflutung“ geht man inzwischen an die Flutung stillgelegter Kohlengruben.

## Kupferbergbau
In der Gemeinde Wallerfangen finden sich Hinweise auf Abbau der Kupfermineralien Azurit und Malachit seit der Frühzeit. So ist zum Beispiel der römische Emilianus-Stollen in St. Barbara noch erhalten und nach Ausgrabungen im Rahmen von Führungen öffentlich zugänglich. Im Mittelalter und der frühen Neuzeit wurde der Kupferbergbau in der Wallerfanger Gegend weitergeführt und der gewonnene Farbstoff Wallerfanger Blau sogar bis nach Italien exportiert. Selbst Albrecht Dürer soll mit diesem Pigment gemalt haben. Heute finden sich in Wallerfangen viele kleine Stollen und Pingen als Zeugnisse des Azuritabbaus über mehrere Epochen.
Zuletzt wurde in der Grube Düppenweiler vom 18. bis zum 20. Jahrhundert Kupfer abgebaut.

## Kalkbergbau
Die Kalksteingrube Auersmacher war bis 2018 das letzte in Betrieb befindliche Bergwerk des Saarlands. Dort wurde Kalk abgebaut, der als Zuschlagstoff bei der Roheisenerzeugung in den Hochöfen der Rogesa in Dillingen verwendet wurde. Inzwischen wird die Grube nur im Stand-by-Betrieb gehalten, um im Bedarfsfalle bei Engpässen Kalk an die Hütte liefern zu können.

## Bergbaumuseum / Besucherbergwerke und Besucherhöhlen
Neben dem Saarländischen Bergbaumuseum in Bexbach, dem Erlebnisbergwerk Velsen und dem St. Ingberter Rischbachstollen gibt es einige untertägige Besuchereinrichtungen außerhalb des Steinkohlenbergbaus:
- Bergbaumuseum Bexbach, 1934 gegründet (Steinkohle)
- Grube Velsen
- Rischbachstollen St. Ingbert
- Historisches Kupferbergwerk Düppenweiler
- Schlossberghöhlen Homburg (Quarzsand)
- Emilianusstollen St. Barbara (ein römischer Stollenbetrieb auf Kupfererz)
- Historisches Kupferbergwerk Walhausen[16]
- Tropfsteinhöhle Niedaltdorf

## Filme
- Als die Kohle verschwand (2021), Dokumentarfilm von David Rohner